# Polens damlandslag i handboll
Polens damlandslag i handboll (polska: Reprezentacja Polski w piłce ręcznej kobiet) representerar Polen i handboll på damsidan. Laget har deltagit i flera stora turneringar, och slutade femma vid världsmästerskapet 1973 samt fyra 2013 och 2015.

### Fotnoter
1. ↑  ”Norge överlägsna världsmästare”. Nerikes allehanda. 20 december 2015. Arkiverad från originalet den 22 december 2015. https://web.archive.org/web/20151222090923/http://na.se/sporten/sporttt/1.3383130-norge-overlagsna-varldsmastare. Läst 20 december 2015.